# Kastoria
Kastoria (în greacă Καστοριά, în aromână Custura, în bulgară Костур, transliterat: Kostur, în turcă Kesriye) este un oraș în Grecia.